# Maria Ferrón i Solà
Maria Ferrón Solà (Vic, Osona, 26 de juny de 1980) és una jugadora d'hoquei sobre patins, ja retirada.
Va començar a jugar a l'Estil Vic amb dotze anys i posteriorment va jugar al CP Masies de Voltregà. Després d'aconseguir l'ascens a Primera Catalana la temporada 1998-99, va formar part del Club Patí Voltregà amb el qual va competir durant dotze temporades i va arribar a ser-ne la capitana. Entre d'altres títols, va guanyar una Copa d'Europa, sis Lligues catalanes, quatre Campionats d'Espanya, dues OK Lliga i tres Copes de la Reina. La temporada 2007-08 va jugar una temporada al Club Patí Vic, retornant l'any següent al club voltreganenc. Internacional amb la selecció espanyola d'hoquei sobre patins, va participar al Campionat del Món de 1998 i va ser subcampiona d'Europa el 1999. Va retirar-se esportivament al final de la temporada 2011-12.

## Palmarès
Clubs
- 1 Copa d'Europa d'hoquei patins femenina: 2010-11
- 6 Lligues catalanes d'hoquei sobre patins femenina: 2002-03, 2003-04, 2004-05, 2005-06, 2006-07, 2008-09
- 4 Campionats d'Espanya d'hoquei sobre patins femení: 2002, 2005, 2006, 2007
- 2 Lligues espanyola d'hoquei sobre patins femenina: 2010-11, 2011-12
- 3 Copes espanyola d'hoquei sobre patins femenina: 2005-06, 2006-07, 2010-11

Selecció espanyola
- 1 medalla d'argent al Campionat d'Europa d'hoquei patins femení: 1999